# アレクサンデル・カチャニクリッチ
- アレックス・カカニクリッチ
- アレックス・カカニクリック

アレクサンデル・"アレックス"・カチャニクリッチ（Alexander "Alex" Kačaniklić, 1991年8月13日 - ）は、スウェーデン出身の元サッカー選手。現役時代のポジションはミッドフィールダー。
姓はカカニクリッチ、カカニクリックとも表記する。

## 経歴
父ゾランはマケドニア、スコピエ出身のセルビア人移民。兄ロビンもサッカー選手としてプレーしている。
2007年に母国スウェーデンからイングランドへ移り、リヴァプールのユースチームに入団した。2008-09シーズンFAユースカップ決勝でのゴールなどで活躍を見せたが、2010年にポール・コンチェスキー獲得の代償として、同僚のフィンランド人ストライカー、ラウリ・ダッラ・ヴァッレと共にフラムへ放出された。
フラム移籍後はおよそ2年ほどの間リザーブチームで過ごし、2012年1月にワトフォード（2部相当のチャンピオンシップに所属）へレンタル移籍した。契約はシーズン終了までのものだったが、ワトフォードでの活躍が認められ、同年3月27日にフラムへ復帰、3日後の30日に行われたノリッジ戦でプレミアリーグデビューを果たした。2012-13シーズン開幕前には新たにフラムとの契約を2年延長し、ノリッジとの開幕戦でプレミアリーグ初得点を記録した。
2016年6月15日、FCナントに移籍した。
2019年2月9日、ハンマルビーIFに3年契約で移籍した。
2021年2月15日、HNKハイドゥク・スプリトに3.5年契約で移籍した。

## 個人成績
| クラブ                | シーズン | リーグ             | リーグ | リーグ | カップ | カップ | リーグカップ | リーグカップ | その他 | その他 | 合計 | 合計 |
| クラブ                | シーズン | リーグ             | 出場   | 得点   | 出場   | 得点   | 出場         | 得点         | 出場   | 得点   | 出場 | 得点 |
| --------------------- | -------- | ------------------ | ------ | ------ | ------ | ------ | ------------ | ------------ | ------ | ------ | ---- | ---- |
| フラム                | 2011-12  | プレミアリーグ     | 4      | 0      | 0      | 0      | 0            | 0            | 0      | 0      | 4    | 0    |
| フラム                | 2012-13  | プレミアリーグ     | 20     | 4      | 3      | 0      | 1            | 0            | —      | —      | 24   | 4    |
| フラム                | 2013-14  | プレミアリーグ     | 23     | 1      | 3      | 0      | 3            | 0            | —      | —      | 29   | 1    |
| フラム                | 2014-15  | チャンピオンシップ | 14     | 2      | 2      | 0      | 0            | 0            | —      | —      | 16   | 2    |
| フラム                | 2015-16  | チャンピオンシップ | 18     | 3      | 1      | 0      | 3            | 1            | —      | —      | 22   | 4    |
| フラム                | 通算     | 通算               | 79     | 10     | 9      | 0      | 7            | 1            | 0      | 0      | 95   | 11   |
| ワトフォード (loan)   | 2011-12  | チャンピオンシップ | 12     | 1      | —      | —      | —            | —            | —      | —      | 12   | 1    |
| バーンリー (loan)     | 2012-13  | チャンピオンシップ | 6      | 0      | —      | —      | —            | —            | —      | —      | 6    | 0    |
| コペンハーゲン (loan) | 2014-15  | スーペルリーガ     | 7      | 2      | 1      | 0      | 0            | 0            | 5      | 0      | 13   | 2    |
| FCナント              | 2016-17  | リーグ・アン       | 4      | 0      | 0      | 0      | 0            | 0            | 0      | 0      | 4    | 0    |
| FCナント              | 通算     | 通算               | 4      | 0      | 0      | 0      | 0            | 0            | 0      | 0      | 4    | 0    |
| 総通算                | 総通算   | 総通算             | 108    | 13     | 10     | 0      | 7            | 1            | 5      | 0      | 130  | 14   |